# 石井梅蔵
石井 梅蔵（いしい うめぞう、1896年 - 1976年）は、日本の篤農家・発明家・実業家・工芸家。株式会社石井製作所創業者。酒田市局惣田に石井梅蔵記念館がある。

## 人物
1896年（明治29年）石井梅蔵は石井家5代目として酒田市に生れる。農機具の発明家・事業家で、立ったまま除草ができる人力用水田中耕除草機を作り、農民の重労働と危険を解消。人・動力兼用のフライホイル式カッターとして1928年（昭和3年）に特許を取得。世界最初のバインダー（稲麦刈取収束機）を1958年（昭和33年）に特許申請（1960年（昭和35年）に登録）。酒田発明協会長などを務める。1949年（昭和24年）、籾が目にささり負傷。角膜移植を受けるが、1958年（昭和33年）全盲を宣告される。失明後、羽黒山五重塔、陽明門、金閣寺、平等院鳳凰堂、亀と兎などの工芸品を残している。2003年、石井梅蔵記念館竣工。

## 受賞
- 黄綬褒章（1973年）[4]
- 勲五等双光旭日章（1976年）[4]